# 阿達米夫卡 (拉季維利夫區)
50°7′27″N 25°26′9″E / 50.12417°N 25.43583°E
阿達米夫卡（烏克蘭語：Адамівка），是烏克蘭西北部的村莊，隸屬里夫內州的杜布諾區。該村始建於1698年，面積0.11平方公里，海拔高度266米，2001年人口55，人口密度每平方公里482.5人。